# Alwin Bär
Alwin Bär (14 febbraio 1941 – 7 novembre 2000) è stato un pianista olandese.

## Biografia
Alwin Bär è stato allievo di Eduardo del Pueyo, Vlado Perlemuter, Géza Anda e Andor Földes. Ha esordito nel 1962 con il Concerto per pianoforte nº 1 di Chopin. Ha suonato in tutta Europa e negli Stati Uniti, in orchestra e come solista. Ha prodotto numerosi dischi e ha suonato per la radio e per la televisione.
È stato il pianista del Trio Mendelssohn, insieme al violinista Lex Korff de Gidts ed al violoncellista Elias Arizcuren. Nel 1975, Bär ha vinto il primo premio del Concorso Internationale Schoenberg di Rotterdam. Ha suonato in duo con la violoncellista Frances-Marie Uitti, con l'oboista Ernest Rombout e con il mezzo-soprano Lucia Meeuwsen. Bär prediligeva il repertorio tardo romantico e i compositori dell'inizio del XX secolo. Nei suoi ultimi anni ha registrato opere di Rachmaninov.
Alwin Bär è stato professore di pianoforte al Conservatorio di Utrecht.

## Registrazioni
- Smetana : Trio per pianoforte, violino e violoncello, op.15 / Dvořák : Trio pour piano et cordes no 4 «Dumky», dal Trio Mendelssohn, edizioni Cristofori (1983)
- Chopin : I 4 scherzi, Fantasia in fa minore, op. 49, Barcarolle in fa dièsis maggiore, op. 60, Berceuse in re bémolle maggiore, op. 57 (1998), Chopin Integrale, CD n°5, edizioni Brilliant Classics